# 特拉马察
特拉马察（義大利語：Tramatza），是意大利撒丁大区奥里斯塔诺省的一个市镇。总面积16.79平方公里，人口992人，人口密度59.1人/平方公里（2009年）。ISTAT代码为095066。